# Andrew Adonis, Nam tước Adonis
Andrew Adonis, Nam tước Adonis, PC (sinh ra Andreas Adonis; ngày 22 tháng 2 năm 1963) là một chính khách và nhà báo của đảng Lao động người Anh, từng phục vụ năm năm nhiệm kỳ tại Chính phủ Anh Quốc trong Chính phủ Blair và Chính phủ Brown. Ông từng là Bộ trưởng Bộ Giao thông Vận tải từ năm 2009 đến 2010, và là Chủ tịch Ủy ban Cơ sở hạ tầng Quốc gia từ năm 2015 đến 2017.
Adonis bắt đầu sự nghiệp học viện tại Đại học Oxford, trước khi trở thành một nhà báo tại Financial Times và sau đó là The Observer. Adonis được Thủ tướng Tony Blair bổ nhiệm làm cố vấn tại Đơn vị Chính sách Số 10, chuyên về chính sách hiến pháp và giáo dục, năm 1998. Sau đó, ông được thăng chức trở thành Trưởng phòng Chính sách từ năm 2001 cho đến khi được nhận một cuộc sống ngang hàng. Năm 2005, khi ông được bổ nhiệm làm Bộ trưởng Bộ Giáo dục tại Chính phủ Anh Quốc. Ông vẫn giữ vai trò đó khi Gordon Brown trở thành Thủ tướng năm 2007, trước khi trở thành Bộ trưởng Bộ Giao thông Vận tải vào năm 2008. Năm 2009, ông được thăng chức Nội các với tư cách là Bộ trưởng Giao thông, một vị trí ông giữ đến năm 2010.
Adonis đã làm việc cho một số nhóm chuyên gia think tank, là thành viên hội đồng quản trị của Mạng chính sách và là tác giả hoặc đồng tác giả của một số cuốn sách, bao gồm một số nghiên cứu về hệ thống lớp học của Anh, sự trỗi dậy và sụp đổ của Cộng đồng phí, và Viện Quý tộc thời Victoria. Ông cũng là đồng biên tập một bộ sưu tập các bài tiểu luận về Roy Jenkins. Giống như Jenkins, Adonis nói với chủ nghĩa rhotacism.
Adonis là người ủng hộ mạnh mẽ Liên minh châu Âu (EU) và lên tiếng phản đối Brexit. Sau cuộc trưng cầu dân ý về tư cách thành viên Liên minh châu Âu của Anh Quốc 2016, ông trở thành nhà vận động chủ chốt chống lại kết quả cuộc trưng cầu dân ý về việc Anh rời EU, ủng hộ People's Vote.

## Tuổi thơ và giáo dục
Cha của Adonis, Nikos, di cư từ Síp khi còn là thiếu niên, trở thành bồi bàn ở London, nơi ông gặp mẹ người Anh của Adonis. Mẹ ông rời khỏi gia đình khi ông lên ba, và mẹ không có liên lạc với ông kể từ đó. Ngay sau đó Adonis và em gái của ông được chăm sóc, bởi vì cha của họ đã làm việc nhiều giờ và không thể đối phó với các trách nhiệm của cha mẹ. Adonis sống trong nhà của một hội đồng cho đến năm 11 tuổi, khi ông được trao một khoản trợ cấp chính quyền giáo dục địa phương để theo học trường Kingham Hill, một trường nội trú ở Oxfordshire.
Adonis đã lên đại học Keble, Oxford, nơi ông tốt nghiệp bằng Cử nhân Khoa học Xã hội hạng nhất về Lịch sử Hiện đại năm 1984. Ông theo đuổi các nghiên cứu sâu hơn tại Oxford nhận bằng tiến sĩ với luận án mang tên Vai trò chính trị của đồng đẳng Anh trong hệ thống Đạo luật cải cách thứ ba, c. 1885–1914 tại Christ Church, trước khi được bầu làm thành viên Lịch sử và Chính trị tại Nuffield College.
Từ 1991 đến 1996, ông là phóng viên ngành giáo dục và công nghiệp tại Financial Times, cuối cùng trở thành biên tập viên chính sách công của họ. In 1996, he moved to The Observer to work as a political columnist, leader writer and editor.

## Đời tư
Adonis trước đây đã kết hôn với Kathryn Davies, người đã từng là học sinh của mình; hai vợ chồng có hai con. Adonis và Davies đã ly dị vào năm 2015. Trong một hồ sơ trong Evening Standard năm 2019, nhà báo Julian Glover đã báo cáo rằng Adonis là người đồng tính.